# Partido Nacionalista Galego-Partido Galeguista
El Partido Nacionalista Galego-Partido Galeguista (Partido Nacionalista Gallego-Partido Galleguista) (PNG-PG) es un partido político español de ámbito gallego de ideología nacionalista gallega de centro liberal, proveniente de una escisión de Coalición Galega. Tenía 132 militantes en 2002, aunque llegó a contar con más de 500 poco después de su fundación. Xosé Mosquera Casero es su secretario general, tras el VIII Congreso celebrado en septiembre de 2011. 

## Historia
Fundado en enero de 1987 como Partido Nacionalista Galego (PNG) cuando un sector de Coalición Galega liderado por Pablo González Mariñas y Xosé Henrique Rodríguez Peña promueve una organización más progresista y nacionalista. Posteriormente se le une el pequeño Partido Galeguista Nacionalista dando lugar al PNG-PG. En septiembre de 1987 el PNG-PG apoya la moción de censura contra el gobierno del popular Gerardo Fernández Albor y entra en el gobierno del socialista Fernando González Laxe haciéndose con dos consejerías.
En 1987 y 1989 participa en las elecciones al Parlamento Europeo junto con Eusko Alkartasuna y Esquerra Republicana de Catalunya (Europa de los Pueblos), sin obtener representación. Tras los malos resultados de las elecciones autonómicas de 1989 se integra en el Bloque Nacionalista Galego (BNG).
Tras su IX Congreso Nacional, el 18 de marzo de 2012 decidió en asamblea abandonar el BNG. Pese a colaborar inicialmente con Máis Galiza en el interior del BNG, tras la salida de ambos de este, a finales de marzo de ese año se anunció que el PNG-PG, Terra Galega (TeGa), Alternativa Popular Galega (APG), Converxencia XXI (CXXI) y el Partido Galeguista Demócrata (PGD) estaban trabajando en un proyecto común galleguista de centro. Dicho proyecto finalmente no se materializó y poco después se adhería a Compromiso por Galicia.
| Resultados electorales en las elecciones autonómicas | Resultados electorales en las elecciones autonómicas | Resultados electorales en las elecciones autonómicas | Resultados electorales en las elecciones autonómicas | Resultados electorales en las elecciones autonómicas | Resultados electorales en las elecciones autonómicas | Resultados electorales en las elecciones autonómicas | Resultados electorales en las elecciones autonómicas |
| Fecha                                                | Candidato                                            | Votos                                                | %                                                    | Diputados                                            | +/-                                                  | Estado                                               |                                                      |
| ---------------------------------------------------- | ---------------------------------------------------- | ---------------------------------------------------- | ---------------------------------------------------- | ---------------------------------------------------- | ---------------------------------------------------- | ---------------------------------------------------- | ---------------------------------------------------- |
| 1989                                                 | Pablo González Mariñas                               | 18.036 (8.º)                                         | 1,37                                                 | 0/75                                                 |                                                      | Extraparlamentario                                   |                                                      |
| 1993                                                 | Camilo Nogueira Román                                | En coalición con EU                                  | En coalición con EU                                  | En coalición con EU                                  | En coalición con EU                                  | Extraparlamentario                                   |                                                      |